# Mello
Mello és un municipi francès, situat al departament de l'Oise i a la regió dels Alts de França. L'any 2007 tenia 403 habitants.

## Demografia

### Població
El 2007 la població de fet de Mello era de 403 persones. Hi havia 158 famílies de les quals 42 eren unipersonals (15 homes vivint sols i 27 dones vivint soles), 35 parelles sense fills, 62 parelles amb fills i 19 famílies monoparentals amb fills.
La població ha evolucionat segons el següent gràfic:
Habitants censats

### Habitatges
El 2007 hi havia 188 habitatges, 171 eren l'habitatge principal de la família, 4 eren segones residències i 13 estaven desocupats. 148 eren cases i 40 eren apartaments. Dels 171 habitatges principals, 104 estaven ocupats pels seus propietaris, 57 estaven llogats i ocupats pels llogaters i 10 estaven cedits a títol gratuït; 3 tenien una cambra, 20 en tenien dues, 36 en tenien tres, 47 en tenien quatre i 65 en tenien cinc o més. 108 habitatges disposaven pel capbaix d'una plaça de pàrquing. A 71 habitatges hi havia un automòbil i a 71 n'hi havia dos o més.

### Piràmide de població
La piràmide de població per edats i sexe el 2009 era:
| Homes | Edats   | Dones |
| ----- | ------- | ----- |
| 0     | 95 o +  | 0     |
| 0     | 90 a 94 | 0     |
| 0     | 85 a 89 | 0     |
| 4     | 80 a 84 | 4     |
| 4     | 75 a 79 | 12    |
| 8     | 70 a 74 | 12    |
| 12    | 65 a 69 | 28    |
| 12    | 60 a 64 | 8     |
| 8     | 55 a 59 | 8     |
| 12    | 50 a 54 | 12    |
| 36    | 45 a 49 | 4     |
| 4     | 40 a 44 | 32    |
| 12    | 35 a 39 | 12    |
| 16    | 30 a 34 | 8     |
| 8     | 25 a 29 | 8     |
| 8     | 20 a 24 | 16    |
| 28    | 15 a 19 | 12    |
| 28    | 10 a 14 | 0     |
| 12    | 5 a 9   | 0     |
| 8     | 0 a 4   | 16    |

## Economia
El 2007 la població en edat de treballar era de 266 persones, 212 eren actives i 54 eren inactives. De les 212 persones actives 191 estaven ocupades (102 homes i 89 dones) i 22 estaven aturades (10 homes i 12 dones). De les 54 persones inactives 17 estaven jubilades, 18 estaven estudiant i 19 estaven classificades com a «altres inactius».

### Ingressos
El 2009 a Mello hi havia 214 unitats fiscals que integraven 562,5 persones, la mediana anual d'ingressos fiscals per persona era de 18.701 €.

### Activitats econòmiques
Dels 17 establiments que hi havia el 2007, 1 era d'una empresa de fabricació d'altres productes industrials, 3 d'empreses de construcció, 5 d'empreses de comerç i reparació d'automòbils, 2 d'empreses d'hostatgeria i restauració, 3 d'empreses de serveis, 2 d'entitats de l'administració pública i 1 d'una empresa classificada com a «altres activitats de serveis».
Dels 4 establiments de servei als particulars que hi havia el 2009, 1 era un taller de reparació d'automòbils i de material agrícola, 1 paleta i 2 guixaires pintors.
L'any 2000 a Mello hi havia 3 explotacions agrícoles.

## Equipaments sanitaris i escolars
El 2009 hi havia una escola elemental.

## Poblacions més properes
El següent diagrama mostra les poblacions més properes.